# Diphucephala purpureitarsis
Diphucephala purpureitarsis är en skalbaggsart som beskrevs av Macleay 1886. Diphucephala purpureitarsis ingår i släktet Diphucephala och familjen Melolonthidae. Inga underarter finns listade i Catalogue of Life.